# دیمیتری میلانوف
دیمیتری میلانوف (بلغاری: Димитър Миланов Стоянов؛ ۱۸ اکتبر ۱۹۲۸ – ۱۹۹۵) بازیکن و مربی فوتبال اهل بلغارستان بود.
از باشگاه‌هایی که در آن بازی کرده‌است می‌توان به باشگاه فوتبال زسکا صوفیه اشاره کرد.
وی همچنین در تیم ملی فوتبال بلغارستان بازی کرده‌است.